# Daumberg
Der Daumberg ist ein Berg im Odenwald mit einer Höhe von 462 m ü. NHN.
Er liegt im Süden der Gemarkung Trösel in der Gemeinde Gorxheimertal nahe der Grenze zu Wünsch-Michelbach und damit an der Grenze zwischen Hessen und Baden-Württemberg.
Auf dem Daumberg werden viele Christbäume in mehreren Plantagen angebaut. Der Nordhang des Berges wird zum Skifahren benutzt.
Am Daumberg entspringt die Grundelbach, ein Bach, der von 1971 bis 1972 Namensgeber für die Gemeinde Grundelbachtal war, heute Teil der Gemeinde Gorxheimertal. Auf der Spitze steht ein Sendemast, der dem Berg sein charakteristisches Aussehen verleiht.
Außerdem erschließen viele ausgedehnte Wanderwege das Gebiet auf und um den Daumberg.
Daumberg und Waldskopf umschließen den östlichen Teil Trösels, das so genannte „Oberndorf“.

## Geologie
Das Gestein des Daumbergs (und des vorgelagerten Daumköpfchens) ist ein etwas metamorph veränderter Rhyolith, in geologisch älteren Vorkommen auch Quarzporphyr genannt. Dabei handelt es sich um ein kieselsäurereiches, saures vulkanisches Gestein. Der Vulkanismus wird ins Untere Rotliegend gestellt, nach der neuen, internationalen Nomenklatur in die Stufe des Asselium. Er ist gebunden an Becken, die nach dem Ende der Variszischen Gebirgsbildung entstanden, als sich die Verhältnisse von Kompression mit Auffaltung zur Dehnung der kontinentalen Kruste veränderten. Für die Vulkanite wurde 2009 eine Schriesheim-Formation neu eingeführt. Das Vorkommen des Daumbergs gehört darin in die Subformation des Wachenberg-Quarzporphyrs.
Der Daumberg ist der freierodierte Schlotbereich eines (als Vulkangebäude selbst abgetragenen) Vulkans. Die etwas unregelmäßig ovale Schlotfüllung ist umgeben vom granitischen Grundgebirge (Heidelberger Granit), das der Schlot beim Aufstieg des Magmas durchschlagen hat. Man nimmt an, dass die deckenartigen Quarzporphyre der Umgebung, in der Region Dossenheim-Schriesheim, eher auf den ähnlichen Schlot des Wachenberg als auf diesen Schlot zurückgehen. Das im frischen Zustand rötlichviolette, auch braune oder grünliche, im angewitterten Zustand graue Gestein besitzt porphyrisches Gefüge: In eine amorphe Grundmasse sind makroskopisch erkennbare Kristalle von Quarz, Kalifeldspat und Biotit eingelagert. Außerdem finden sich mitgerissene Nebengesteinsbrocken, Xenolithe genannt, eingelagert.
Der Quarzporphyr wurde früher in einem Steinbruch abgebaut. Das Gestein wird vor allem als Schotter im Gleis- und Straßenbau verwendet.

## Ansichten

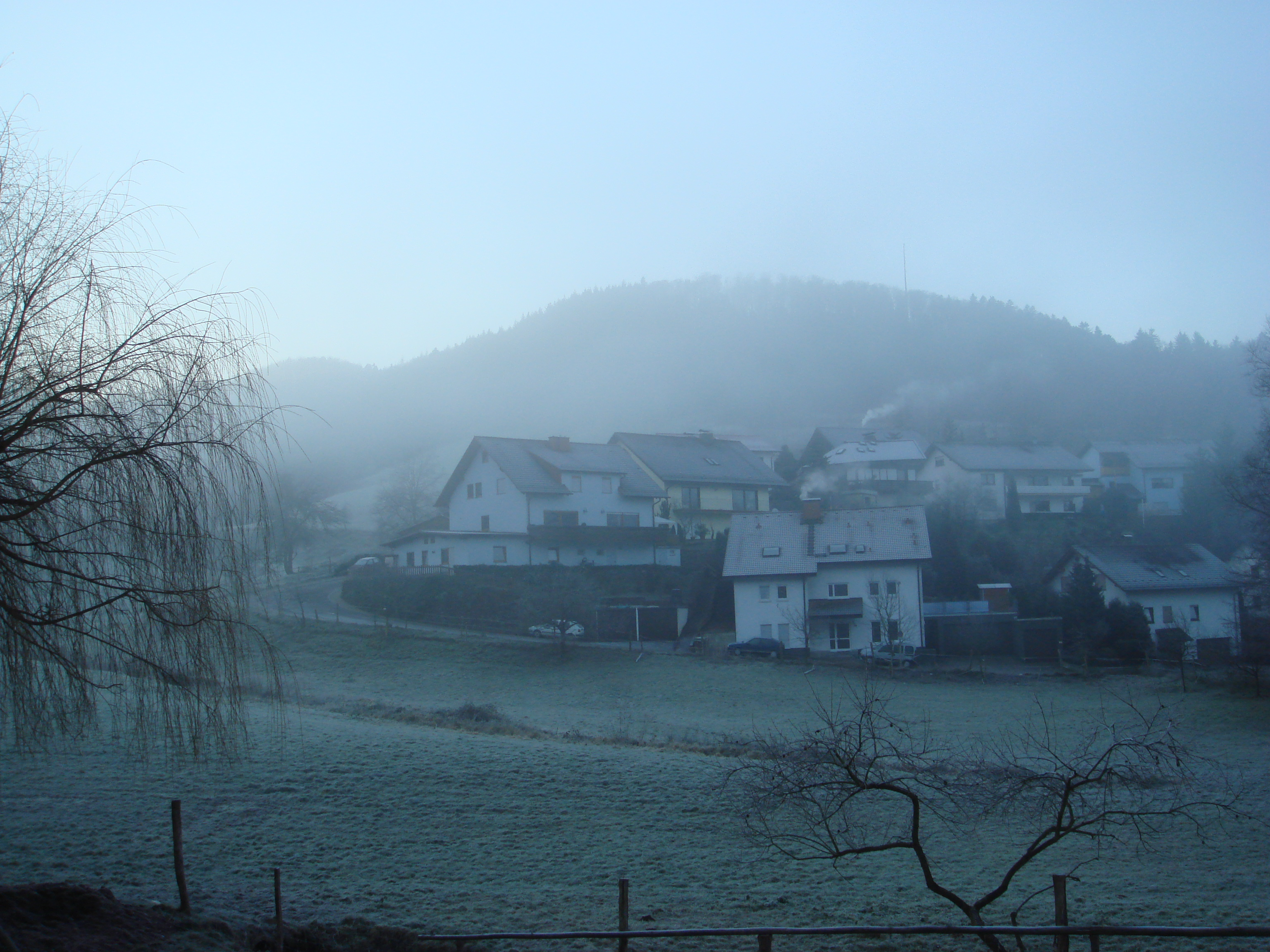
Daumberg im Nebel
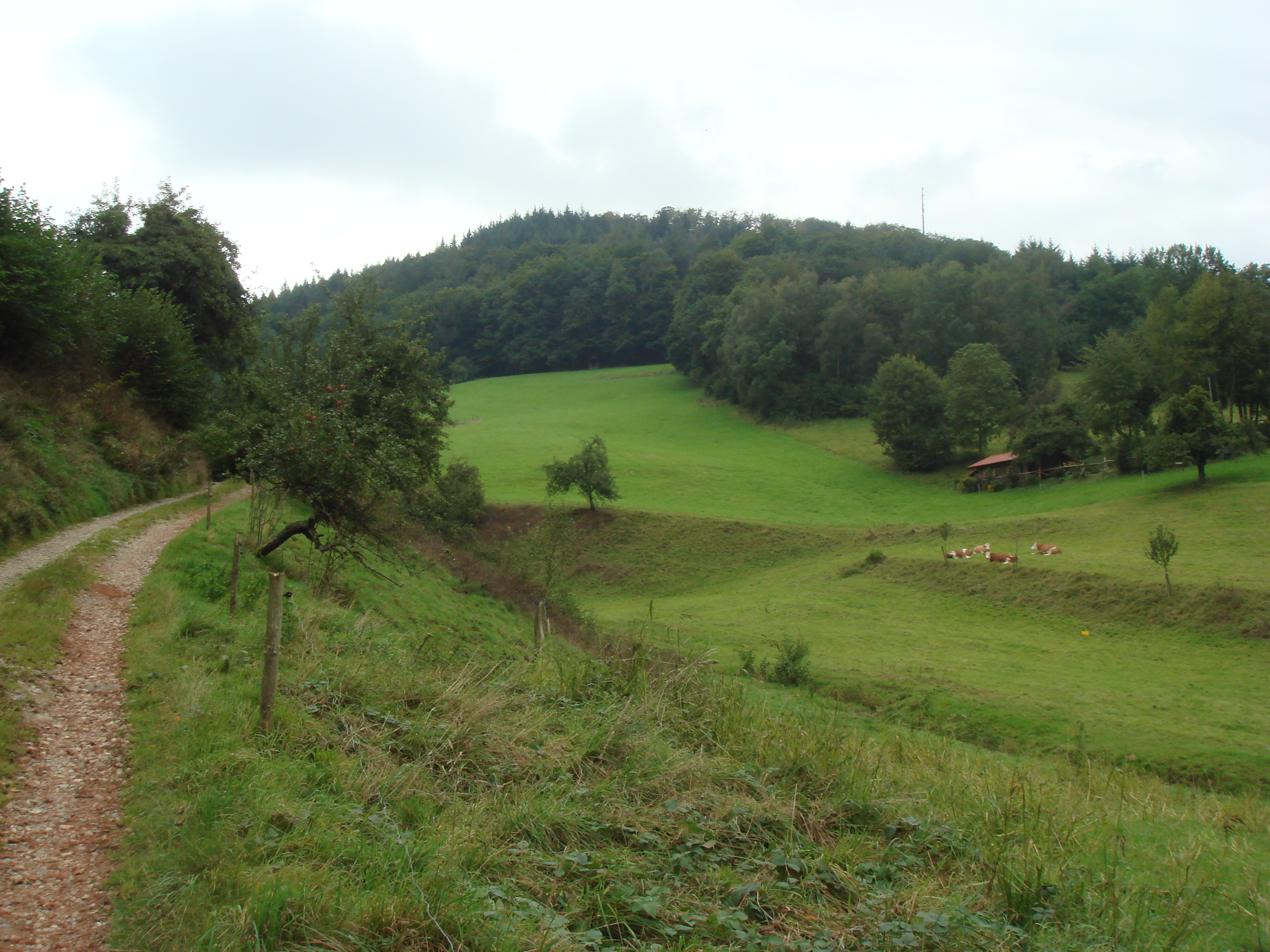
Wanderweg
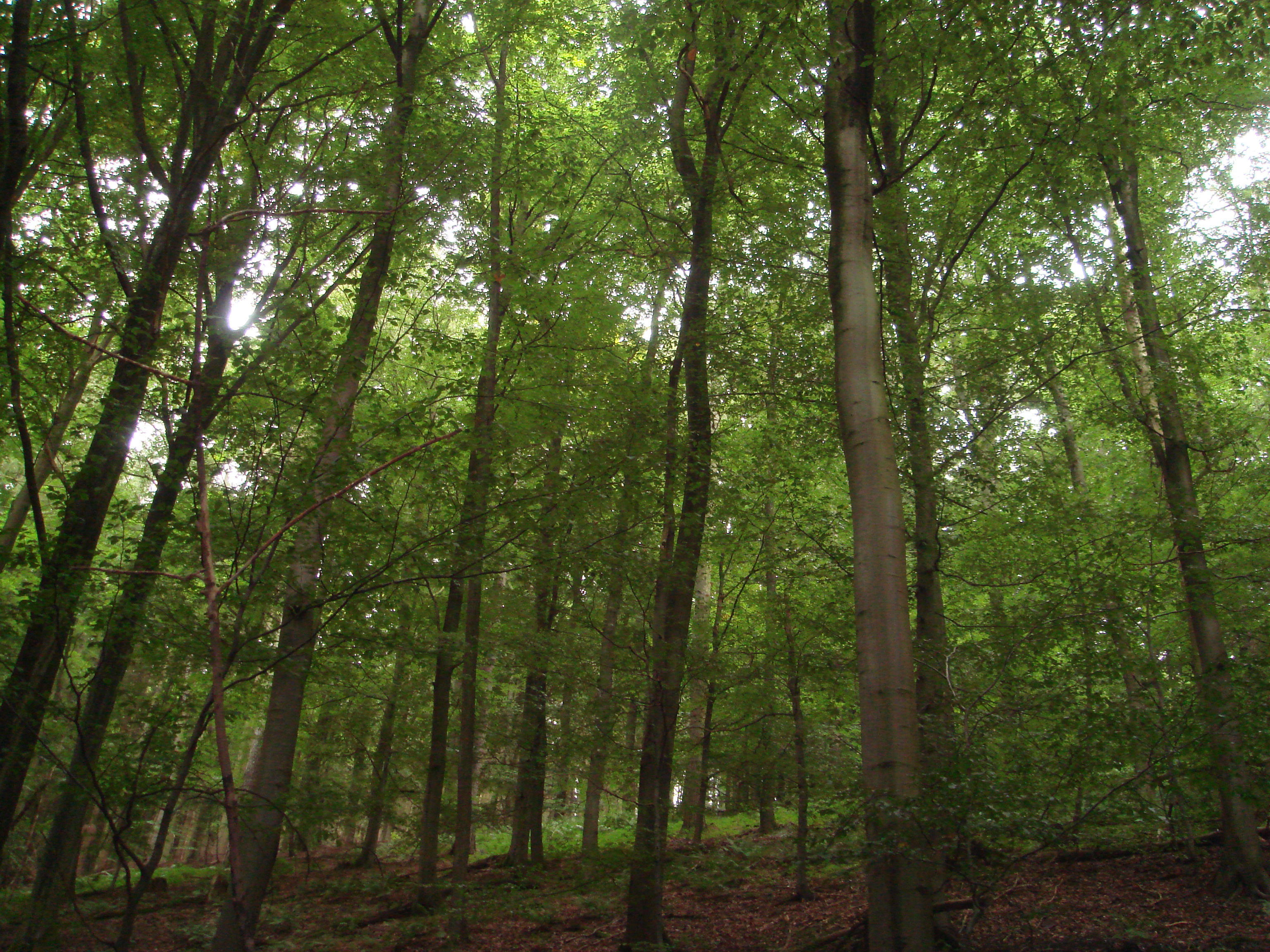
Gipfelwald
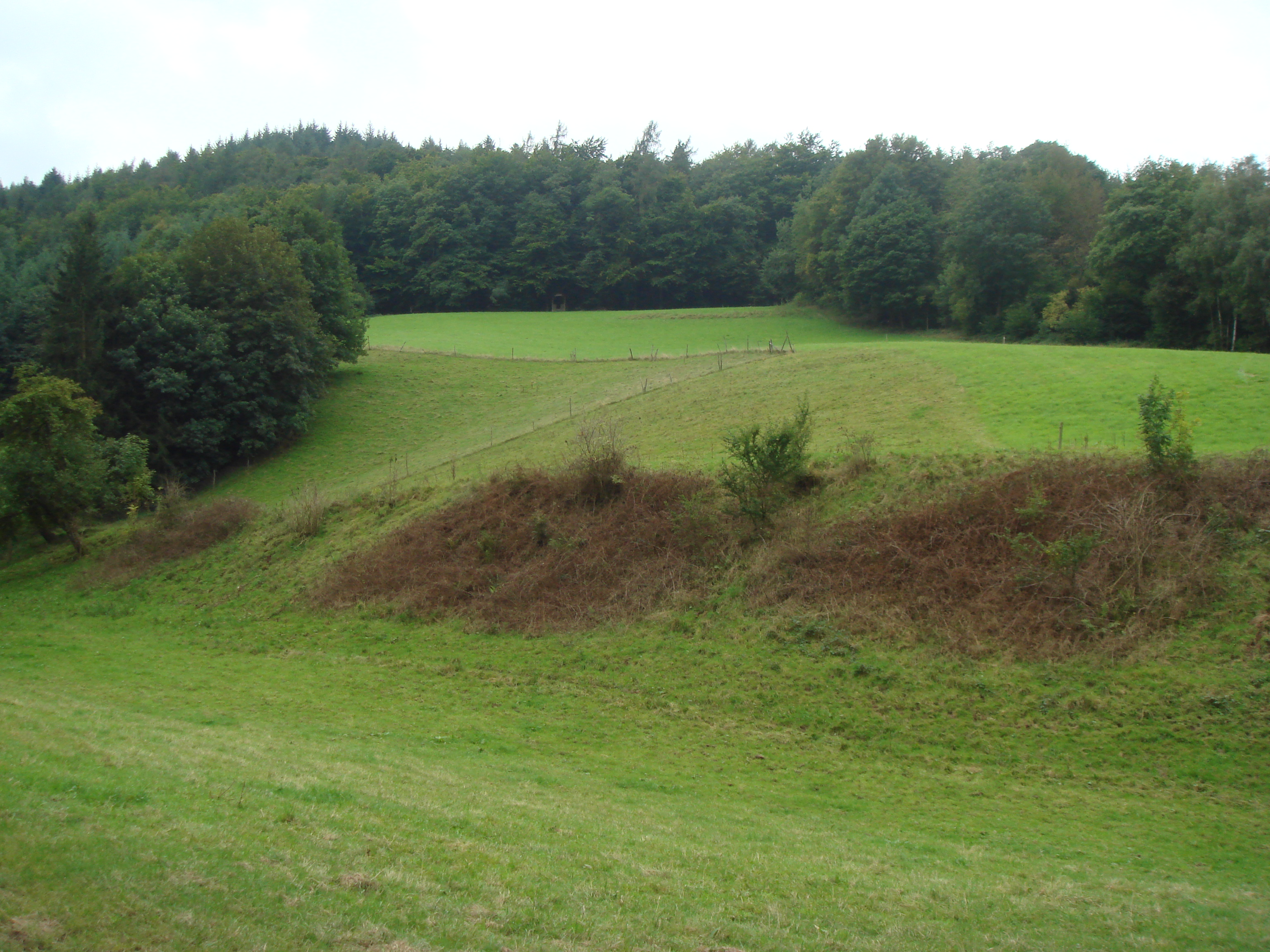
Skipiste
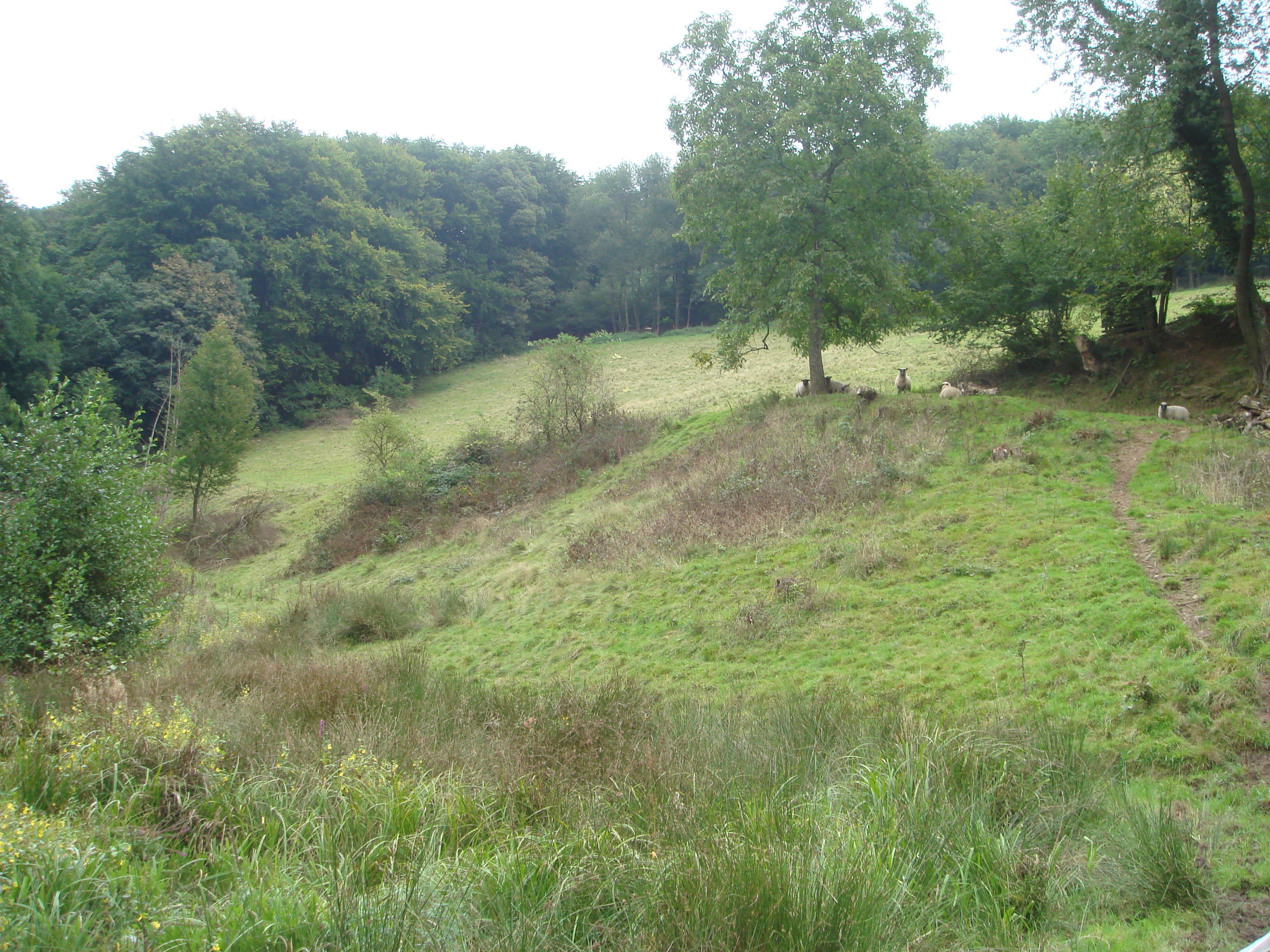
Schafweide
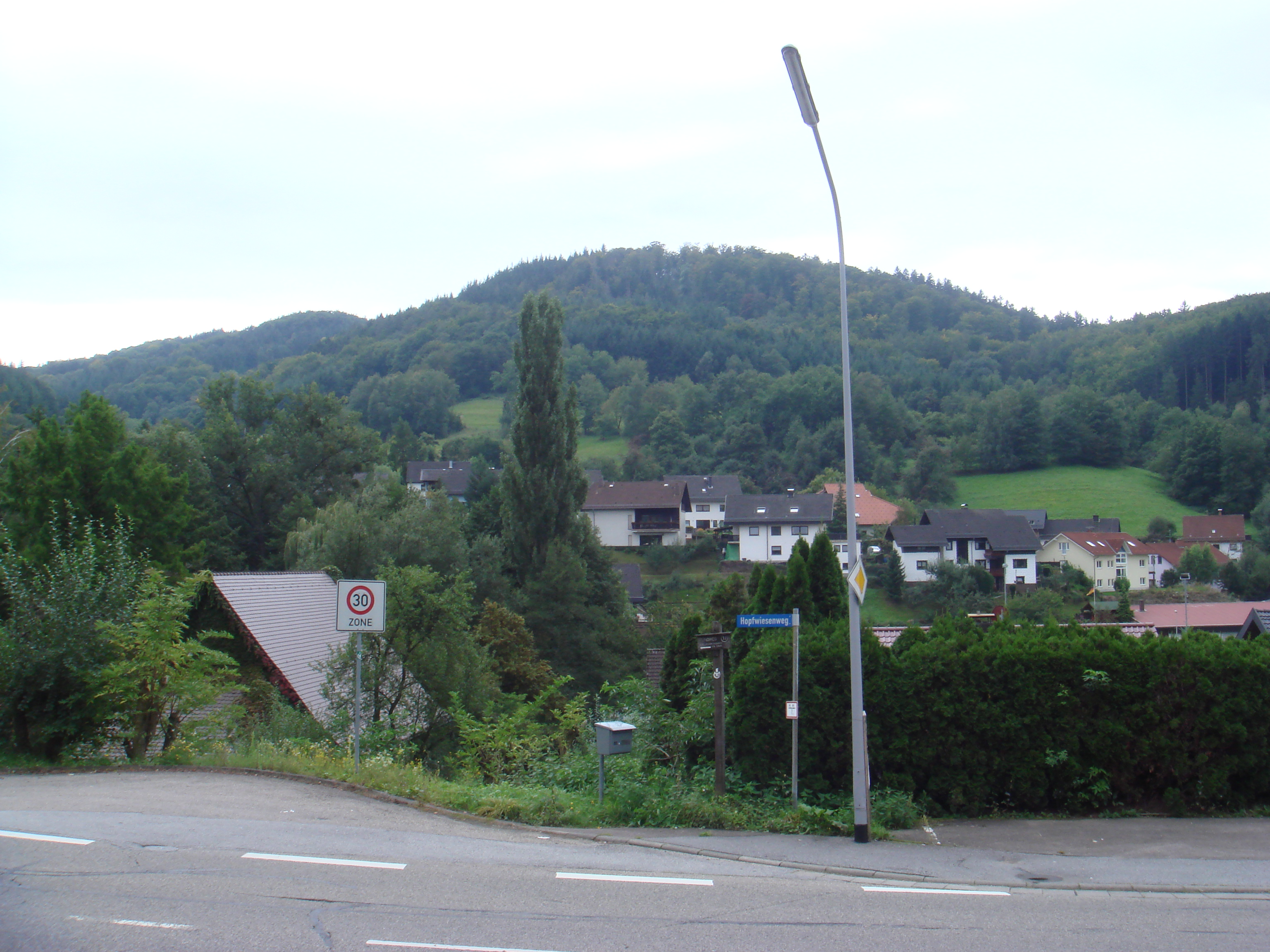
Daumberg von der Straße
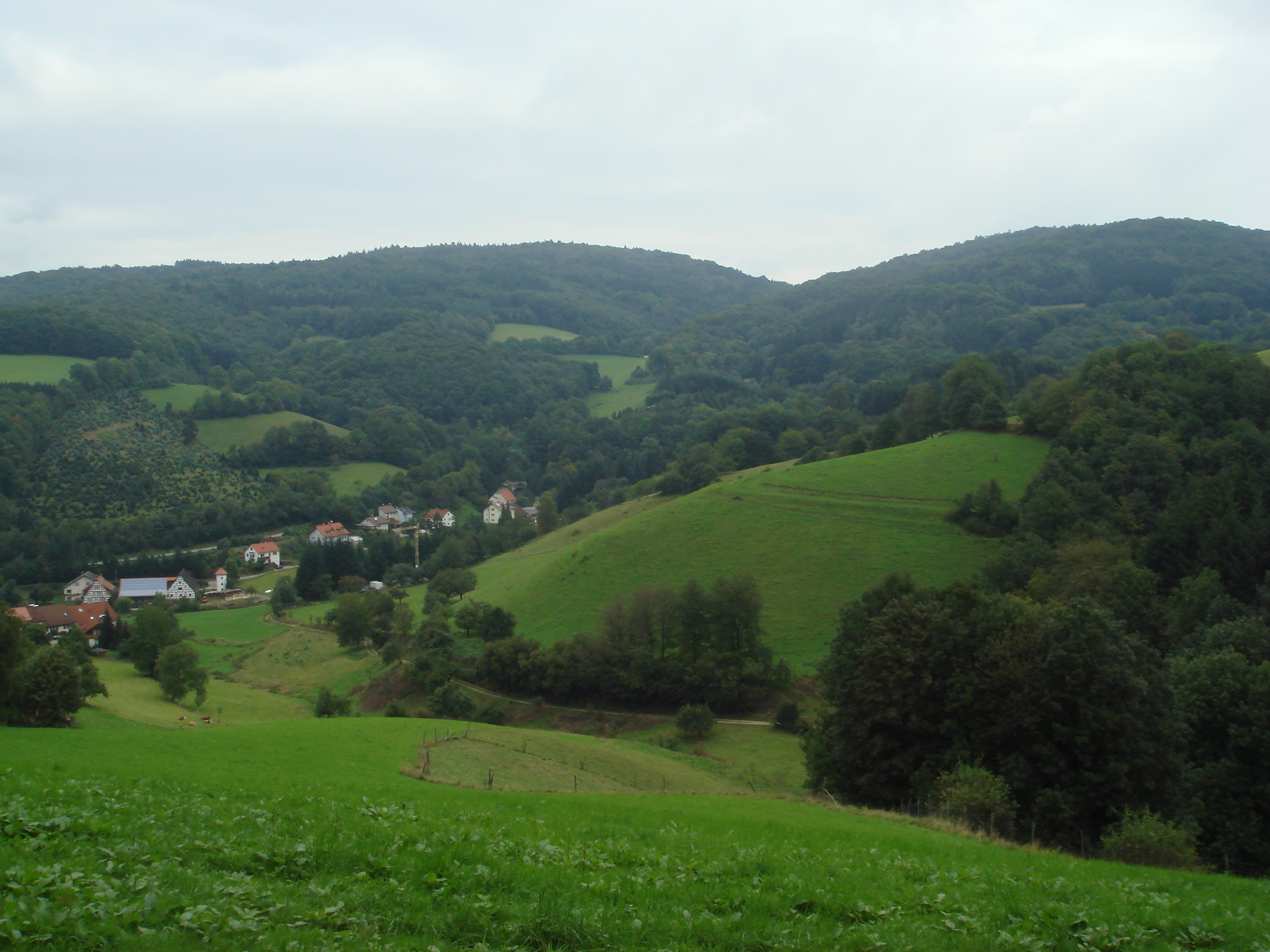
Blick vom Gipfel

## Kartenmaterial
- Hessisches Landesvermessungsamt: TF 20-9, Der Überwald. Topographische Freizeitkarte 1:20.000. Wiesbaden: Hessisches Landesvermessungsamt, 2000, ISBN 3-89446-293-0